# Danh sách hành tinh vi hình: 2001–3000
Đây là danh sách các tiểu hành tinh từ 2001 đến 3000.